# 枫洞苏州式大屋
枫洞苏州式大屋，位于中国广东省云浮市新兴县新城镇枫洞村，为新兴县的一个县级文物保护单位，类型为古建筑，公布时间为1987年12月。
枫洞苏州式大屋的历史年代为清代。